# Brooke Adams (Schauspielerin)

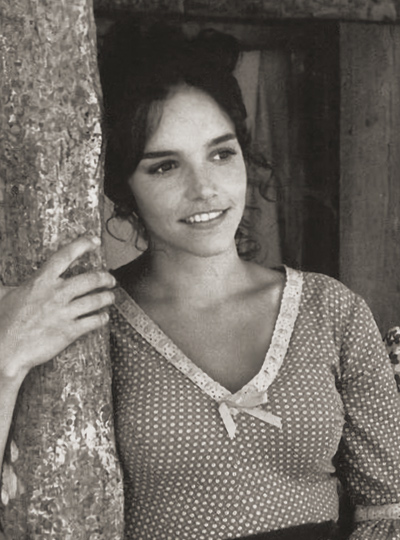
Brooke Adams, 1972

Brooke Adams (* 8. Februar 1949 in New York City) ist eine US-amerikanische Schauspielerin.

## Leben
Ihr Vater war der Fernseh- und Theaterproduzent Robert K. Adams, sie ist durch ihn eine Nachfahrin der US-Präsidenten John Adams und John Quincy Adams. Adams besuchte die High School for the Performing Arts sowie die School of American Ballet. Ab dem Alter von vierzehn Jahren war sie in verschiedenen Fernsehserien zu sehen.
Im Erwachsenenalter setzte sie ihre Schauspielkarriere mit Auftritten in Fernsehserien und Low-Budget-Filmen fort. Erstmals größere positive Anerkennung erhielt Adams für ihre darstellerischen Leistungen in Terrence Malicks Filmdrama In der Glut des Südens an der Seite von Richard Gere sowie im Horrorfilm Die Körperfresser kommen, der Neuverfilmung des Filmklassikers Die Dämonischen. Beide Filme kamen 1978 in die Kinos. Sie übernahm anschließend Hauptrollen in weiteren Filmen Explosion in Cuba (1979), The Dead Zone (1983), Special People (1984) gemeinsam mit Lesleh Donaldson, Key Exchange (1985) und Gas Food Lodging – Verlorenen Herzen (1992).
Seit 1992 ist sie mit dem Schauspieler Tony Shalhoub verheiratet und hat mit ihm zwei Kinder adoptiert. Ab 1995 zog sie sich vorübergehend aus familiären Gründen von der Schauspielerei zurück, nahm aber etwa 2002 ihre Karriere wieder auf. Seitdem hatte sie jeweils fünf Gastauftritte in den Fernsehserien Monk und BrainDead, in denen ihr Ehemann Hauptrollen spielte.

## Filmografie (Auswahl)
- 1963: East Side/West Side (Fernsehserie, 1 Folge)
- 1965–1966: O.K. Crackerby (Fernsehserie, 17 Folgen)
- 1971: Mord in der Rue Morgue (Murders in the Rue Morgue)
- 1974: Der große Gatsby (The Great Gatsby)
- 1976: James Dean (Fernsehfilm)
- 1977: Shock Waves – Die aus der Tiefe kamen (Shock Waves)
- 1978: In der Glut des Südens (Days of Heaven)
- 1978: Die Körperfresser kommen (Invasion of the Body Snatchers)
- 1979: Explosion in Cuba (Cuba)
- 1983: Dead Zone
- 1983: Lace (Miniserie)
- 1984: Special People (Fernsehfilm)
- 1985: Nichts wie weg (Almost You)
- 1985: Stuff – Ein tödlicher Leckerbissen (The Stuff) (Cameo-Auftritt)
- 1987: Mann unter Feuer (Man on Fire)
- 1987: Das Model und der Schnüffler (Moonlighting; Fernsehserie, 3 Folgen)
- 1989: Wiedersehen in Logansport (Bridesmaids; Fernsehfilm)
- 1991: Manchmal kommen sie wieder (Sometimes They Come Back, Fernsehfilm)
- 1992: Gas Food Lodging – Verlorene Herzen (Gas Food Lodging)
- 1995: Angriff der Schnullerbrigade (The Baby-Sitters Club)
- 1995: Frasier (Fernsehserie, 1 Folge)
- 2002: Made-Up
- 2002–2009: Monk (Fernsehserie, 5 Folgen)
- 2008: Law & Order: New York (Fernsehserie, 1 Folge)
- 2008: Zufällig verheiratet (The Accidental Husband)
- 2009: Gary’s Walk
- 2012: Hemingway & Gellhorn (Fernsehfilm)
- 2015–2017: All Downhill From Here (Fernsehserie, 22 Folgen)
- 2016: BrainDead (Fernsehserie, 5 Folgen)
- 2018: Snapshots
- 2023: Mr. Monk’s Last Case: A Monk Movie (Fernsehfilm)